# Woodrising
Woodrising är en by i civil parish Cranworth, i distriktet Breckland, i grevskapet Norfolk i England. Byn är belägen 10 km från Dereham. Woodrising var en civil parish fram till 1935 när blev den en del av Cranworth. Civil parish hade 103 invånare år 1931. Byn nämndes i Domedagsboken (Domesday Book) år 1086, och kallades då Risinga.